# Observatoř Mount Wilson
Observatoř Mount Wilson je americká observatoř v Kalifornii na severním okraji metropolitní oblasti Los Angeles. Leží na hoře Mount Wilson v pohoří San Gabriel Mountains ve výšce 1742 m.

## Dalekohledy
Observatoř byla založena v roce 1904. Prvním dalekohledem zde byl od roku 1908 Haleův 1,5m reflektor.
Zdejší největší dalekohled – Hookerův dalekohled – má průměr zrcadla 2,5 m (100 palců). Byl uveden do provozu v roce 1917. Ve své době šlo o největší teleskop na světě. Tím zůstal až do roku 1948, kdy byl zprovozněn 5m dalekohled na Observatoři Palomar
Pro svá pozorování ho od roku 1919 používal americký astronom Edwin Hubble. V roce 1928 zde objevil rudý posuv galaxií – důkaz o rozpínání vesmíru.